# 田中神社 (臺灣)
田中神社是過去位在臺灣臺中州員林郡田中庄（今彰化縣田中鎮）的神社，該神社所在地現已改建為田中鼓山寺:655:95。
該神社主要保留下來的遺跡有祭器庫、石燈籠、鎮座紀念碑等物，其中石燈籠有一對完整，另有兩對不完整被改成石桌椅的石燈籠構件:655:95。

## 沿革
昭和十三年（1938年），在“一街庄一神社”方針的背景下，員林郡計畫興建該郡第二座神社:654:95。興建神社計畫的中心人物是當時的庄長荒義助，為了整地還動員工學校與國語講習所的學生「勤勞俸仕」，此外也有一般居民前來參與，耗時三個月以上才完成:95。而鎮座紀念碑所記載的捐獻者人名顯示，當時有不少臺灣人捐款，而除了庄長荒義助外，專賣局澎湖出張所所長富田四郎等人也有捐款:655。之後於昭和十四年（1939年）10月30日，田中神社舉行鎮座儀式:655:95。
二次大戰後，田中神社一度被改成「鎮安宮」，供奉國姓爺鄭成功:655。後來民國46年（1957年）改建為鼓山寺:655:95。建寺的時候，神社與一部分石燈籠的石材構件被當成填方材料，埋在鼓山寺的混凝土地基之中。

## 神社祭器庫
田中神社祭器庫為獨棟建築，屋頂是入母式屋頂。主入口為雙扇木門，朝向參拜道。側面有一木製拉窗。

## 圖片

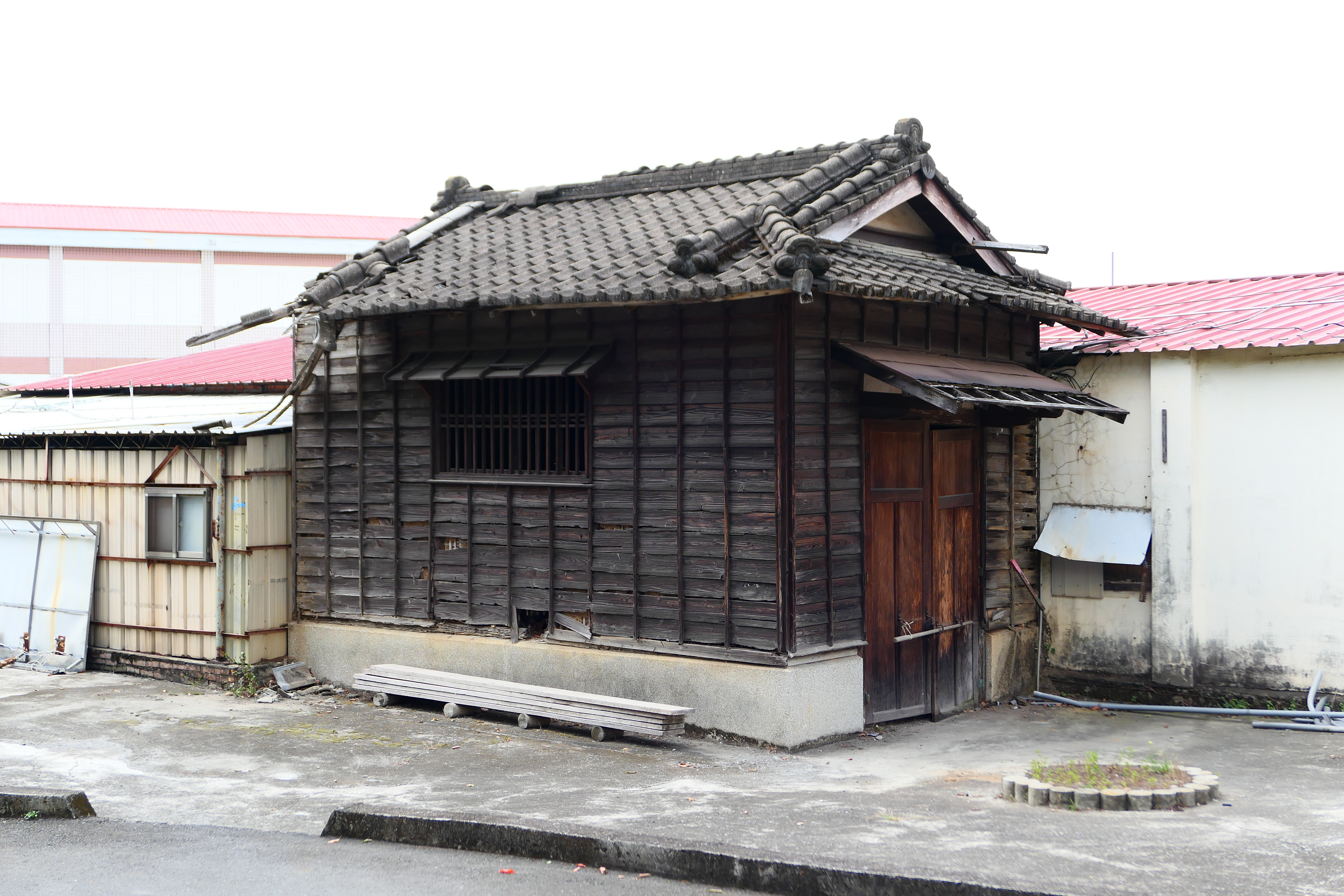
田中神社祭器庫
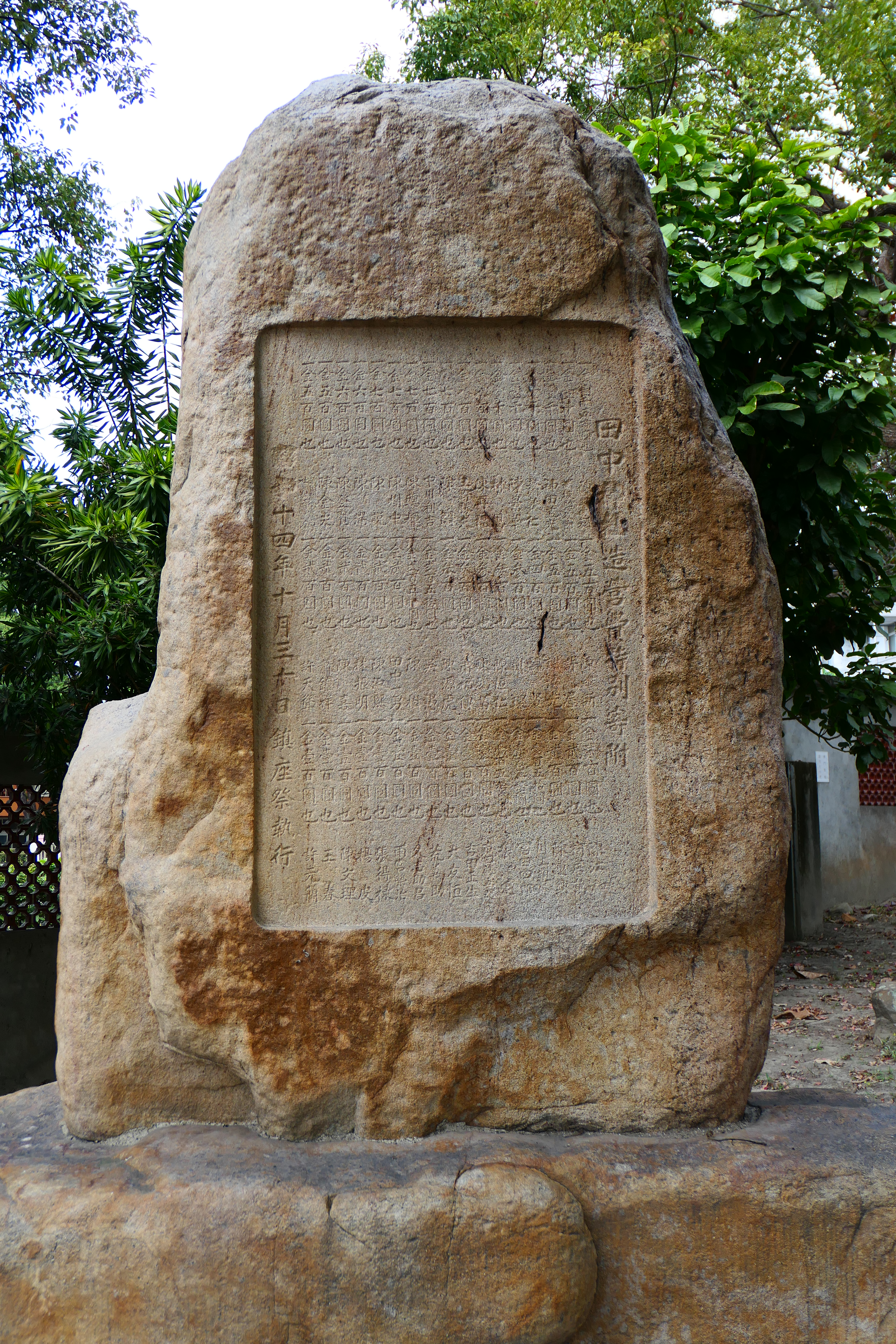
田中神社鎮座紀念碑
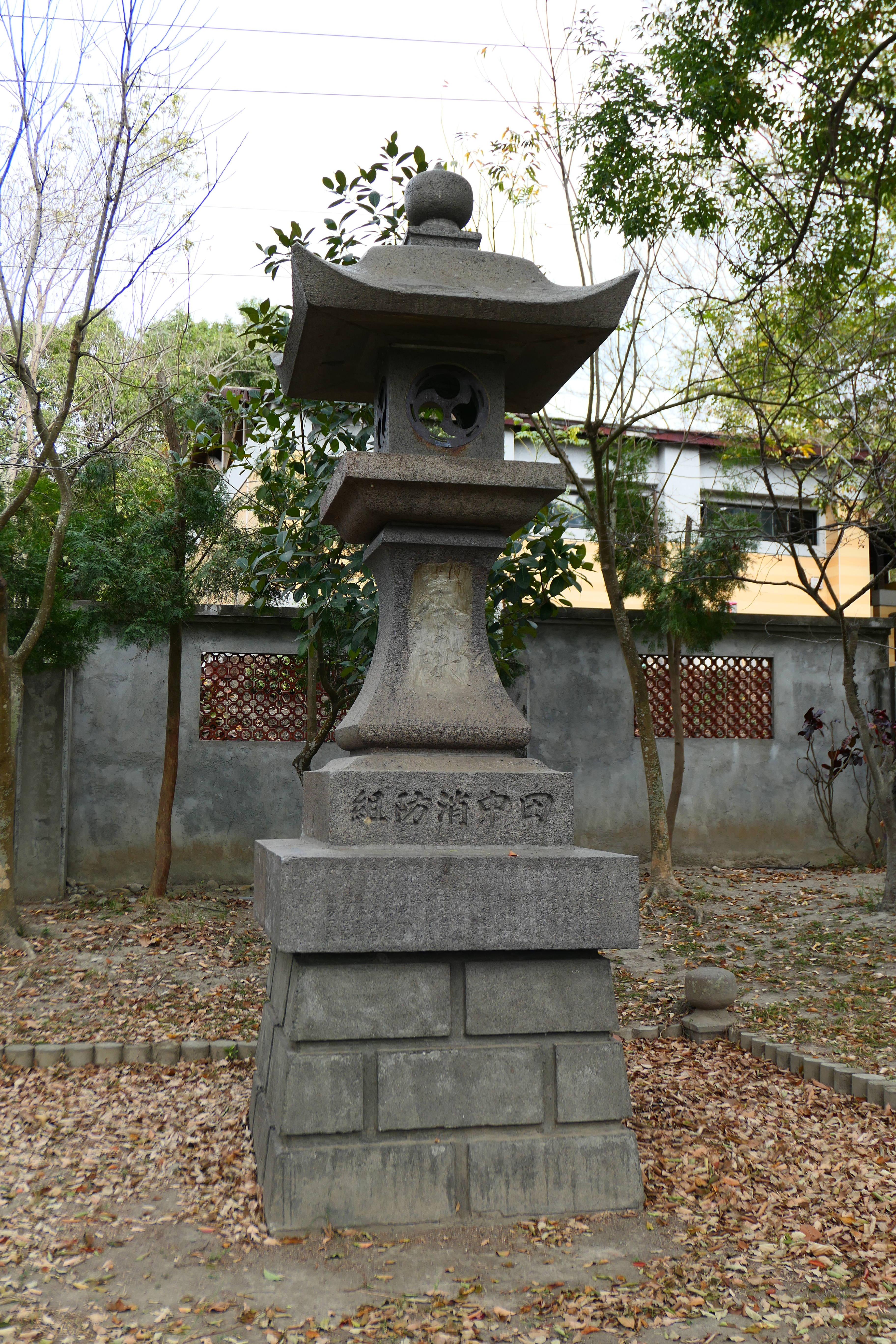
田中神社石燈籠
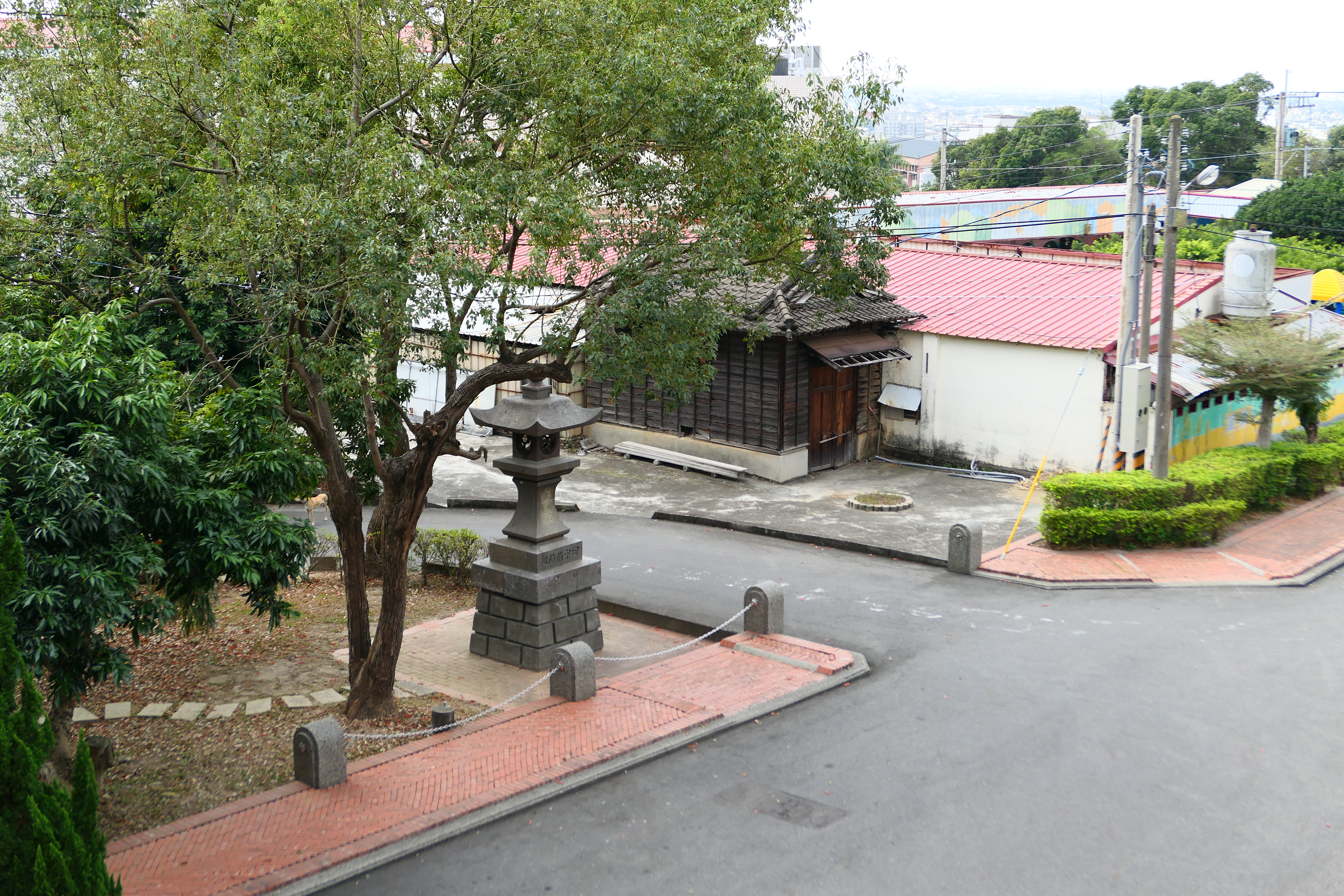
祭器庫與另一側的石燈籠
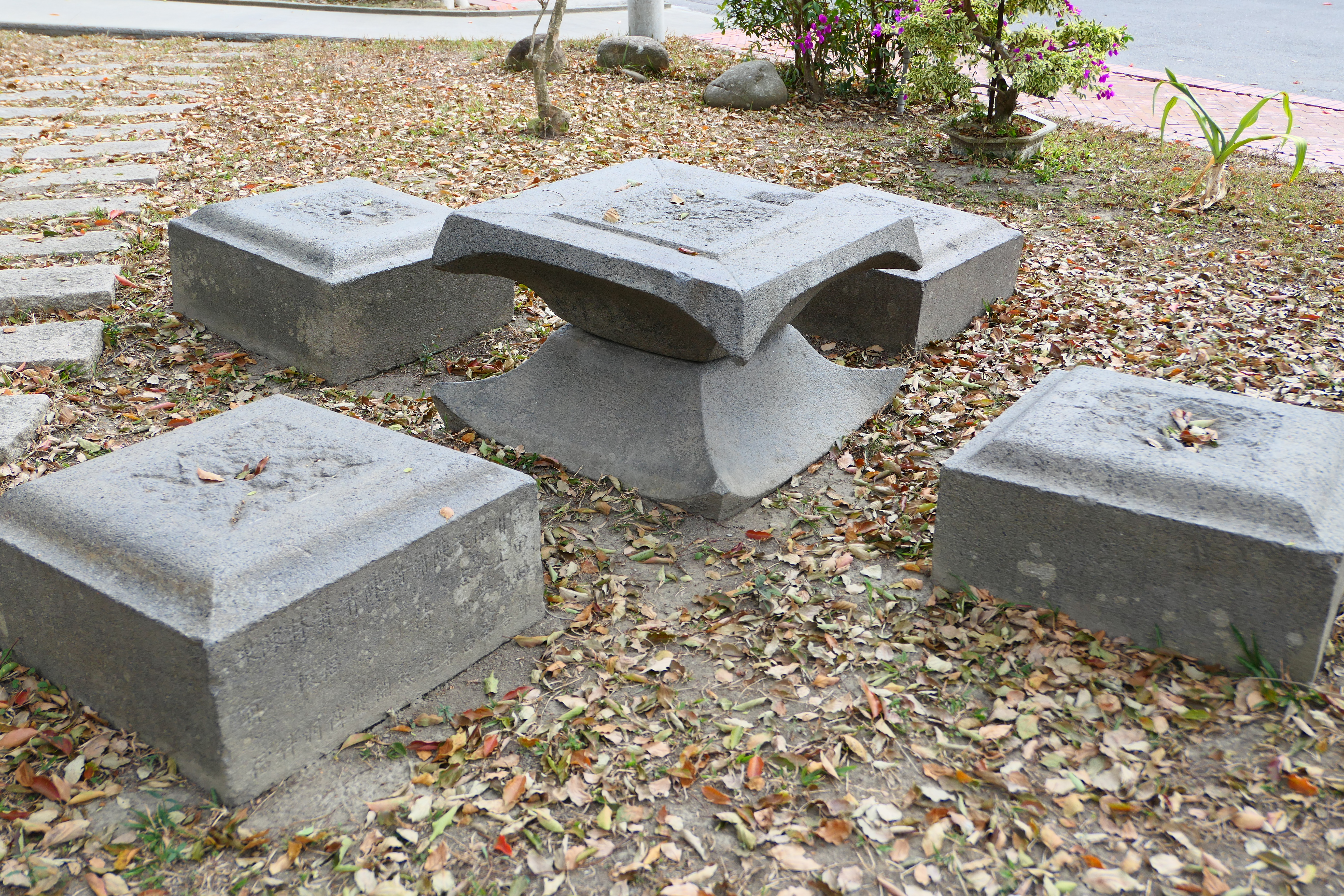
被改成桌椅的石燈籠殘留構件